# Pasquale Rodomonti
Pasquale Rodomonti (Teramo, 1º giugno 1961) è un ex arbitro di calcio italiano.
Dal 3 luglio 2021 è vice commissario designatore della CAN C, Campionato Primavera e Serie A femminile.

## Carriera
Appartenente alla sezione AIA di Teramo, debuttò in serie A nel 1992 con la partita Ascoli-Atalanta. Nel 1998 venne promosso arbitro internazionale vincendo il ballottaggio con il collega Emilio Pellegrino di Barcellona Pozzo di Gotto. Nello stesso anno è protagonista di un episodio divenuto celebre: in Empoli-Juventus, non assegna il gol segnato dall'empolese Bianconi, con il pallone che aveva oltrepassato nettamente la linea di porta, pur essendo appostato a pochi metri dall'azione. Poco dopo si trasferì presso la Sezione AIA di Roma 1, per motivi di lavoro. In carriera ha diretto alcune "classiche" del campionato italiano: un derby di Milano, un derby della Lanterna ed un Juventus-Inter.
Nella primavera del 2006 venne coinvolto nello scandalo del calcio italiano del 2006, con l'accusa di avere condizionato alcune gare di campionato: il procedimento sportivo a suo carico si concluse con l'assoluzione. Anche all'esito dell'inchiesta penale, Rodomonti, rinviato a giudizio dinanzi al Tribunale di Napoli per il reato di frode sportiva, è stato assolto nella sentenza di primo grado (novembre 2011).
In un'intervista ad un'agenzia di stampa, Rodomonti avrebbe poi dichiarato di aver contratto un tumore, il linforma di Hodgkin, proprio, a suo dire, a causa dell'inchiesta che lo aveva coinvolto.
Collezionò in serie A 200 presenze, di cui l'ultima fu in occasione della gara Treviso-Fiorentina nel 2006. Viene dismesso nello stesso anno per raggiunti limiti d'età.
L'8 luglio 2009 è stato nominato presidente della Commissione Regionale Arbitri dell'Abruzzo.